# Santiago de Cuba
Santiago de Cuba és la segona ciutat de Cuba i està situada a l'orient de l'illa. Va ser fundada el 1515 pel conquistador espanyol Diego Velázquez de Cuéllar, entre les primeres set viles de Cuba. El conquistador Hernán Cortés va ser el primer alcalde de la ciutat i d'allí va partir cap a la conquesta de Mèxic. De Santiago va partir també el conquistador i explorador Pánfilo de Narváez amb el títol d'adelantado a més del títol de governador, cap a les costes de Florida en viatge exploratori, viatge que va acabar en fracàs i li va costar la vida. Va ser la primera capital de Cuba; té condicions geogràfiques excepcionals. Per la badia santiaguera van entrar els primers esclaus negres a Cuba i amb ells fortes arrels africanes i espanyoles.

## Situació geogràfica
Santiago de Cuba es troba al sud-est de l'illa, coordenades 20,01° N, 75,82° O. Històricament, Santiago de Cuba ha estat la segona ciutat més important de Cuba, per darrere de l'Havana. Té una badia connectada amb el mar Carib i és un important port. La ciutat ha anat creixent al fons de la badia i està envoltada, en terra ferma, per la Sierra Maestra. Això condiciona el clima càlid i humit del lloc, alhora que permet admirar bells paisatges amb una rica composició d'elements urbans, naturals i marins al mateix temps. Conté un relleu irregular, la qual cosa va contribuir al desenvolupament d'un escenari urbà on les avingudes i carrers s'alcen o baixen.

## Població
El 2005 la ciutat de Santiago de Cuba tenia 425.780 habitants. El municipi en el mateix any tenia 494.913 habitants.
| 36,752                                             | 43,090  | 45,470  | 62,083  | 101,508 | 118,266 | 163,237 |
| 1970                                               | 1981    | 2002    | 2003    | 2004    | 2005    | 2006    |
| 277,600                                            | 347,279 | 423,392 | 424,031 | 424,905 | 425,780 |         |
| Censos fins al 2002; estimacions entre 2003 i 2005 |         |         |         |         |         |         |

## Història
Fou la primera capital de Cuba, des de la seva fundació el 1515 fins a 1556 i és coneguda com la Ciutat Heroïna de Cuba, títol que se li concedí pel suport del seu poble a les gestes independentistes dels cubans. Santiago de Cuba va ser atacada també per corsaris, pirates i filibusters, que cercaven les riqueses del territori. La Guerra dels Deu Anys va trobar un positiu suport a Santiago, a pesar de ser una comarca fortament defensada per la seva condició de centre politicoeconòmic.
El 24 de febrer de 1895 es va iniciar la Guerra d'Independència en què Santiago va tenir gran protagonisme. La fi del domini colonial espanyol també inclou accions decisives als voltants de la ciutat, com el Combat de la Lloma de San Juan i la Batalla Naval de Santiago de Cuba.
El 26 de juliol de 1953 s'hi produí l'assalt a la caserna Montcada per joves revolucionaris dirigits per Fidel Castro. Encara que l'acció revolucionària va fracassar, es va complir el seu objectiu immediat. El 30 de novembre de 1956 es produí l'aixecament de Santiago de Cuba i sortiren als carrers per primera vegada les Milícies Verda Olivera del Moviment 26 de juliol, amb braçalet vermell i negre, decidides a enfrontar-se a Fulgencio Batista per donar suport al desembarcament de Fidel provinent de Mèxic amb 81 acompanyants. En aquesta acció van morir Pepito Tey, Otto Parellada i Tony Alomá. Amb posterioritat al desembarcament del iot Granma el 2 de desembre de 1956 es reuní Frank amb Fidel a la Sierra Maestra i li prometé enfortir l'escamot amb els combatents de la clandestinitat. Aquest pla va contribuir que s'assolís la victòria. En els dies finals de 1958, les tropes dirigides per Fidel Castro i sota el comandament d'Huber Matos i Juan Almeida van assetjar la ciutat.
El 31 de desembre l'Exèrcit Rebel es trobava preparat per l'assalt final per prendre la ciutat, amb suport dels grups que operaven en la clandestinitat. Al final de la nit de l'1 de gener des de la balconada central de l'Ajuntament, situat actualment enfront del parc Céspedes, Fidel va proclamar el triomf definitiu de la Revolució cubana.

## Arquitectura
A la ciutat coincideixen estils arquitectònics múltiples, des del barroc fins al neoclàssic més depurat. Són d'especial interès els parcs arbrats, els carrers escalonats, les construccions colonials amb immensos finestrals i atapeïdes balconades. A Santiago es conserven tresors històrics, com la primera casa d'Amèrica, la primera catedral de Cuba, la primera mina de coure a cel obert de tot el continent americà o el primer museu cubà. Però més enllà dels propis encants que resulten dels ambients urbans, no es concebria Santiago de Cuba sense la seva gent espontània, alegre, natural.

## La seva cultura
Santiago de Cuba és el bressol d'una gran quantitat dels gèneres musicals de Cuba. Ha estat reconeguda com el bressol del so i el bolero, la trova tradicional i l'expressió coral hi tenen un profund arrelament. Allí van néixer grans músics, com Sindo Garay, Ñico Saquito, Eliades Ochoa, Compay Segundo. És sens dubte una ciutat excepcional, on es combinen múltiples valors que permeten al visitant entrar en contacte amb la idiosincràsia de la seva gent, la cultura i història del lloc, mentre gaudeix de la natura exòtica. Santiago de Cuba té diversos centres d'educació superior: entre els més importants hi ha la Universitat d'Orient, l'Institut Superior de Ciències Mèdiques i l'Institut Superior Pedagògic "Frank País".

## Patrimoni de la Humanitat

### Castell de San Pedro de la Roca
El castell de San Pedro de la Roca va ser declarat per la UNESCO el 1997 Patrimoni de la Humanitat, on se cita com "el més complet i millor preservat exemple d'arquitectura militar hispanoamericana, basat en principis de disseny italià i renaixentista".

### Ruïnes de les plantacions de cafè
Els paisatges arqueològics de les primeres plantacions de cafè del sud-est de Cuba van ser declarats per la UNESCO el 2000 com Patrimoni de la Humanitat per ser una evidència única d'una forma pionera de l'agricultura en un terreny difícil.

## Reserva Mundial de la Biosfera

### Parc Baconao
El parc Baconao de Santiago de Cuba fou inscrit el 1987 per la UNESCO a la Xarxa Mundial de Reserves de la Biosfera.

## Personatges famosos
| - Carlos René Aguilera Tamayo, pintor - Desi Arnaz, actor i cantant estatunidenc - Quintín Banderas, general de la Guerra d'Independència - Manuel Barrueco, guitarrista - Sonia Bisset, esportista - María Cabrales, esposa d'Antonio Maceo - Eduardo Chibás, polític - Guillermo Collazo Tejada, pintor - Vilma Espín, política - José Ramón Fernández Álvarez, militar i polític - Ibrahim Ferrer, cantant - Sindo Garay, músic |  | - Anier García, esportista - José Giral, polític republicà espanyol - Mariana Grajales, mare dels Maceo - José María Heredia, poeta - Alberto Juantorena, esportista - Alfredo Kindelán, militar i aviador espanyol - Paul Lafargue, periodista, metge, polític i revolucionari francès - Antonio Maceo, general de la Guerra d'Independència - Donato Mármol, patriota de la Guerra d'Independència - Eduardo Michaelsen, pintor - Pedro Miret Prieto, polític - Frank País, líder revolucionari - Don José Joaquín Portuondo y Rizo, comte de Santa Inés |  | - Marta Rojas, periodista - Carlos Rafael Uribazo Garrido, pintor - René Urquijo, trovador - José Ramón Villa Soberón, escultor - Pedro Arnaldo Arrate González, pintor i escultor - Julia Emilia Valdés Borrero, pintora - Salvador Carbonell i Puig, independentista català director de Fora Grillons! i cap del Grup Nacionalista Radical |

Marco Misciagna - violinista i violista italià, ha estat guardonat amb el títol de Visitant Honorífic de la ciutat de Santiago de Cuba.

## Ciutats agermanades
- Cartagena de Indias, Colòmbia
- Esmeralda, Equador
- Lisboa, Portugal
- Maracaibo, Veneçuela
- Montego Bay, Jamaica
- Oakland (Califòrnia), EUA
- Rosario, Argentina
- Sabaneta, Veneçuela
- Santiago (Nuevo León), Mèxic
- Santiago de Compostel·la, Espanya
- Santiago de los Caballeros, República Dominicana